# باستاردو
باستاردو أو اللقيط (بالفرنسية: Bastardo)‏ هو فيلم درامي تونسي صدر عام 2013 من تأليفِ وإخراج نجيب بلقاضي. عُرض الفيلمُ في قسم السينما العالمية المعاصرة في مهرجان تورنتو السينمائي الدولي عام 2013 أيضًا.

## القصّة
عُثر على مُحسن «اللقيط»في سلة مهملات قبل 30 عاما من قِبل شخصٍ ما تبنّاه واعتبرهُ ولدًا له، لكنّه تعرض للتنمّر كثيرًا في طفولتهِ ولطالما كان مرفوضًا ومنبوذًا من قِبل سكان الحيّ الذي يعيش فيه.
يُطرد محسن من وظيفته، لكنّ شركة هواتف محمولة تقترحُ عليه صدفةً تركيبَ برجِ اتصالاتٍ على سطح منزله المتواضع مقابل راتب شهري فيقبل. تتحوّل حياة محسن (أو باستاردو كما يصفهُ أبناء حيّه) شيئًا فشيئًا بفضلِ الراتب الشهريّ الذي يحصل عليه، والذي يجعلُ منه رجلاً ثريًا ومحترمًا مما يُثير استياء رجل عصاباتٍ في حيّه ويدخل في مشاكل معه.
يقول المخرج بلقاضي عن فيلمهِ هذا:

## طاقم التمثيل
- عبد المنعم شويات بدور محسن (باستاردو)
- شاذلي عرفاوي بدور لارنوبة
- لبنى نعمان في دور بنت إسينجرا
- توفيق البحري بدور الخليفة
- لسعد بن عبد الله بدور خضرة
- عيسى حراث بدور أم صلاح
- لطيفة القفسي
- رمزي سليم
- بلال بريكي

## الإنتاج
حصل فيلم باستاردو على منحة من مؤسسة الدوحة للأفلام عام 2011. كانت النسخة الأصلية غير المصقولة من الفيلم مدتها 3 ساعات و20 دقيقة ونُقِّص منها فيما بعد.